# Fissilicreagris chamberlini
Espèce
Synonymes
- Microcreagris chamberlini Beier, 1931

Fissilicreagris chamberlini est une espèce de pseudoscorpions de la famille des Neobisiidae.

## Distribution
Cette espèce est endémique de Californie aux États-Unis,.

## Systématique et taxinomie
Cette espèce a été décrite sous le protonyme Microcreagris chamberlini par Beier en 1931. Elle est placée dans le genre Fissilicreagris par Ćurčić en 1984.

## Étymologie
Cette espèce est nommée en l'honneur de Joseph Conrad Chamberlin.

## Publication originale
- Beier, 1931 : Neue Pseudoscorpione der U. O. Neobisiinea. Mitteilung aus dem Zoologischen Museum in Berlin, vol. 17, p. 299-318.